# Monika Michalik
Monika Ewa Michalik (Międzyrzecz, 2 maggio 1980) è una lottatrice polacca, specializzata nella lotta libera.

## Palmarès
- Olimpiadi

Rio de Janeiro 2016: bronzo nei 63 kg.
- Mondiali

Guangzhou 2006: bronzo nei 63 kg.
Baku 2007: bronzo nei 63 kg.
- Europei

Seinäjoki 2002: argento nei 59 kg.
Riga 2003: oro nei 59 kg.
Varna 2005: oro nei 63 kg.
Mosca 2006: argento nei 63 kg.
Sofia 2007: bronzo nei 63 kg.
Tampere 2008: bronzo nei 63 kg.
Vilnius 2009: oro nei 63 kg.
Tbilisi 2013: argento nei 63 kg.
Novi Sad 2017: oro nei 63 kg.